# Митрополит карловачки Јован
Јован Ђорђевић (или Георгијевић) (Сремски Карловци — Сремски Карловци, 23. мај 1773) био је српски православни митрополит карловачки од 1769. до 1773. године.

## Живот
Јован Георгијевић (касније промењено у Ђорђевић) рођен је у Сремским Карловцима непознате године, почетком 18. века. Још као дете доспео је у манастир Дечане где је био ђак, ђакон и архиђакон патријарха Арсенија IV. Као свештенођакон (архиђакон) био је 1728. године у пратњи патријарховој приликом његове посете митрополиту ђустендилском Јефрему (Станковићу) у Ђустендилу, а такође и приликом посете ове двојице црквених великодостојника лесновском манастиру. Приликом патријархове посете манастиру на реци Тресци, поред митрополита скопског Кирила у пратњи се налазио и архиђакон Јован. Све ово говори да је био врло близак патријарху Арсенију IV.

### Прелазак у Аустријско царство
У време друге сеобе Срба 1737. године архиђакон Јован се придружио патријарху Арсенију IV и нашао му се при руци у свом родном месту. Идуће, 1738. године, архиђакон Јован учествовао је у гашењу руских школа у Карловцима. Он је тада био по звању и "фундус школски" у Карловцима и сузбијао је не просвету (како му се приписује) него руски утицај. Оријентисан је био више ка западу (Европи) а мање ка истоку (Русији), и налазио се на идејној и интересној линији аустријске царске политике. Када се упразнила Темишварска епархија, патријарх Арсеније IV покушао је да свога архиђакона Јована именује за епископа темишварског, али у томе није успео јер је на патријарха вршен притисак да се за епископа постави Симеон Христијан.
Када су хрватски сталежи поднели предлог на сабору у Пожуну да се у Хрватској и Славонији укину све православне епархије, а православни верници потчине унијатском епископу, српски народни прваци су 12. септембра 1742. године изабрали народне изасланике међу којима су, поред осталих, били епископ Павле (Ненадовић) и архиђакон Јован (Ђорђевић). Његов задатак је био да затраже да се потврде све повластице које је српски народ добио и да се прогласе у свима хрватским жупанијама. На Богојављење 1746. године патријарх Арсеније IV рукоположио је архиђакона Јована у чин презвитера и произвео га у чин архимандрита. Потписао се он 18. децембра 1745. године у једном писму као Јован Георгијевић архимандрит Дечански и Трона пећког егзарх. Будући да је био вешт преговарач, што се видело приликом његовог боравка у Бечу, где је заступао потребе Српске цркве, патријарх Арсеније IV послао га је у манастир Дечане. Као дечански архимандрит и патријархов егзарх новчано потпомогао је 1746. године Жефаровићев бакрорез "Кнез Лазар", а такође и "Сремске светитеље". Његовим заузимањем патријарх Арсеније IV издао је бакрорез "Цар Урош".

### Епископско звање
На Велику Госпојину 1746. године патријарх Арсеније IV, заједно са митрополитом београдским Софронијем и епископом бачким Висарионом (Павловићем) хиротонисао је у Саборној карловачкој цркви архимандрита Јована за епископа осечкопољског. На овом положају је остао три године, али се углавном задржавао у Срему.
Када се упразнила Епархија карансебешко-вршачка, епископ Јован је премештен у Карансебеш 1749. године. Потписао се он 17. септембра 1850. године као Јован Георгијевић Божијеј милостију православни епископ Карансебешки, Вршачки и Лугошки, и егзарх престола Патријаршијског. Отворио је у Карансебешу 1751. године теолошки курс. После извесног времена преместио је седиште у Вршац, где је подигао велелепни владичански двор са придворним храмом, у коме је вредни иконостас које је исликао његов дворски сликар Никола Нешковић.

### Митрополитско звање
После смрти митрополита Павла (Ненадовића) изабран је на Карловачком народно-црквеном сабору, као владин кандидат, за митрополита епископ Јован 7. септембра 1769. године. Ђорђевић је уз митрополијске приходе уживао до своје смрти и приходе упражњене вршачке епархије; уз подршку царске власти која га је тако наградила. Истога месеца, пре него што је од царице Марије Терезије потврђен, царица је затражила од новог митрополита да покаже своју благодарност на тај начин што ће се известан број заповедних празника укинути. Крајем године Синод је разрешио 56, празника од којих је 27 било руских. Укидање празника је пропраћено великим негодовањем, које је код римокатолика, чији су празници такође укинути, било још веће. После свега овога у Бечу је 1771. године штампан српски календар. У овом календару наведено је тринаест празника светим Србима. Они су ушли у календар на заузимање митрополита Јована који је био велики поштовалац и поборник слављења успомена светих Срба (25). У овом месецослову објављена је и општа стихира српским светитељима, коју је написао митрополит Јован, још 1735. године. Захваљујући Србљаку, који је изишао из штампе 1761. године у Римнику у Малој Влашкој, који је приредио за штампу епископ арадски Синесије (Живановић), успео је митрополит Јован да поменуте свете унесе у месецослов, и на тај начин осигура њихово слављење у српском народу. Митрополит Ђорђевић је 1771. године објавио своје поменуто дело под насловом "Стихира опшћа Светитељем Србским", као црквену песму, у оквиру "Собранија избраних молитв...", штампано у Бечу.
После свог овећег Зборника молитава, митрополит Јован је сачинио кратак извод молитава из поменутог Зборника и наменио га војницима православне вере, а потом и свима верницима српске и румунске народности. Све је то штампао о свом трошку и после Божића 1771. разаслао епархијама да их као његов дар поделе војницима који знају читати, а не могу учествовати у православном богослужењу будући да су удаљени од православних храмова. Будући везан за манастир Дечане, митрополит Јован је послао овом манастиру своје рукописне књиге "Параклис" и "Канон молебни Стефану Дечанском" које говоре „да је иза њих стојао сентименталан човек“. Митрополит је објавио 16. новембра 1772. године "Начин бракосочетанија" у девет тачака које се односе на ступање у брак.
Митрополит Јован је умро 23. маја 1773. године у Карловцима, а сахрањен је у манастиру Крушедолу, чији је био ктитор.

## Заслуге
Митрополит Јован спада у ред највећих приложника цркава и манастира. Његовим заузимањем, пре свега, подигнути су многи храмови и снабдевени црквеним стварима уметничке вредности и израде. Тако је на његов захтев Никола Нешковић обновио икону светих српских деспота у манастиру Крушедолу, коме је поклонио и једну нову икону истога садржаја. Његовим трошком и старањем довршени су везови покрова за кивоте св. Стефана Дечанског и св. цара Уроша. Најзаслужнији је за ширење култа Св. Стефана Дечанског у цркви и народу.
Као љубитељ књиге, митрополит Јован их је писао, штампао и поклањао црквама, манастирима и верницима. Из записа се сазнаје само за мањи део књига које је поклонио и на тај начин неговао традицију поклањања књига у српској цркви. Тако је поклонио престона јеванђеља храму Вазнесења Господњег у Руми, Успенском храму у Вршцу и царској лаври у Дечанима; прилог манастиру Студеници; Србљак храмовима манастира Месића и Горњег Ковиља; Пасхалну службу храму у Баноштру и Николајевским храмовима у Иригу и Шуљму; цео круг црквених књига придворном храму у Вршцу, Цветни триод манастиру Средишту, дванаест минеја, Службеник и Пентикостар у Дечанима. Поред књига, митрополит Јован је поклонио придворном храму у Вршцу часну трпезу, а такође и двоструку икону на којој је изображено Рођење и Богојављење. Сребрна кандила поклонио је манастирима Хопову и Јаску, сасуд за свето миро многим банатским црквама.
Митрополит Ђорђевић је значајан зато што је између 1761-1765. године објавио дело на новој, реформисаној, скраћеној са 25 знакова, ћирилици. Његовом заслугом је преписан Душанов законик.
Из једног сачуваног снимка музичког рукописа, грчког и српског, који је изгорео 6. априла 1941. у Београду, на коме се налазе стихови архиђакона Јована писани на српскословенском, да се закључити да је он био образован човек. Ти његови стихови „занимљиви су највише по томе што су међу последњима који су данас познати на српскословенском“. У години писања ових стихова, 1735, архиђакон Јован је први пут посетио манастир Грачаницу, што је учинио и 1736. године урезавши „своје име на зид спољашњег нартекса“.